# Europa (album av Covenant)
Europa är Covenants tredje fullängdsalbum. Det släpptes den 26 maj 1998 på skivmärket 21st Circuitry.

## Låtlista
1. Tension
2. Leviathan
3. 2d
4. Wind of the north
5. Riot
6. I am
7. Final man (version)
8. Go film
9. Wall of sound